# Yazid Mansouri
Yazid Mansouri (nacido el 25 de febrero de 1978 en Revin, Francia) es un ex futbolista argelino. Su último club fue RC Épernay Champagne de Francia.

## Selección nacional
Ha sido internacional con la Selección de fútbol de Argelia, ha jugado 67 partidos internacionales.

### Participaciones en Copas del Mundo
| Mundial                        | Sede      | Resultado    |
| ------------------------------ | --------- | ------------ |
| Copa Mundial de Fútbol de 2010 | Sudáfrica | Primera fase |

## Clubes
| Club                 | País       | Año       |
| -------------------- | ---------- | --------- |
| Le Havre AC          | Francia    | 1997-2003 |
| Coventry City        | Inglaterra | 2003-2004 |
| LB Châteauroux       | Francia    | 2004-2006 |
| FC Lorient           | Francia    | 2006-2010 |
| Al-Sailiya SC        | Catar      | 2010-2011 |
| CS Constantine       | Argelia    | 2012-2013 |
| RC Épernay Champagne | Francia    | 2014      |